# Walter Long
Walter Long, nome completo Walter Huntley Long (Nashua, 5 marzo 1879 – Los Angeles, 4 luglio 1952), è stato un attore statunitense.

## Biografia
Nato nel New Hampshire, a Nashua nel 1879, Walter Long si arruolò nell'esercito americano sia nella Prima che nella seconda guerra mondiale, portandovi la sua robustezza e il suo carattere burbero. Cominciò l'attività cinematografica nel primo decennio del Novecento, apparendo per la prima volta in The Fugitive (1910), un cortometraggio di David Wark Griffith. Con il grande regista, Long girò alcuni dei suoi primissimi film. Dopo essere apparso in pellicole di genere drammatico o western, negli anni trenta incontrò il produttore Hal Roach.

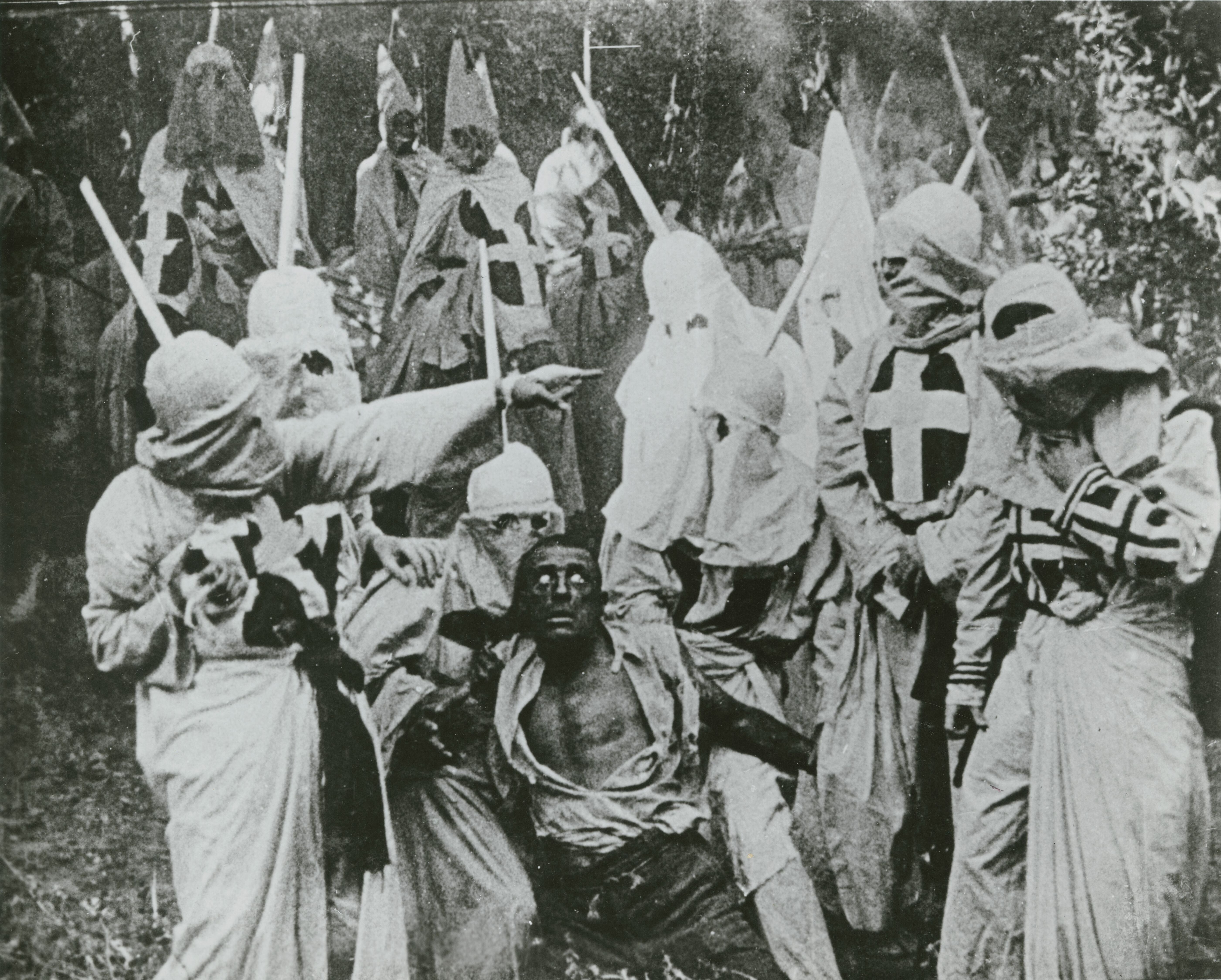
Walter Long nel ruolo del negro catturato dal Ku Klux Klan in Nascita di una nazione di D.W. Griffith

Questi gli propose un contratto con Laurel & Hardy per interpretare il cattivo in alcune delle loro comiche e in un paio di lungometraggi. La prima apparizione di Long con la coppia fu nel film Muraglie (1931) in cui i due protagonisti, incarcerati per aver cercato di vendere birra durante il proibizionismo, vengono avvicinati dal "Tigre" (appunto Long) il quale li coinvolge in un piano di evasione.
Altri ruoli di Walter Long da ricordare con Stanlio e Ollio furono in Pugno di ferro (1932), Il fantasma stregato (1934) e Andando a spasso (1934).
Concluso il contratto con Roach nella seconda metà degli anni trenta, Long interpretò piccoli ruoli in altri film, per poi ritirarsi definitivamente dal cinema negli anni quaranta.
Morì a 73 anni nel 1952 e venne sepolto nell'Hollywood Forever Cemetery a Los Angeles.

## Vita privata
Nel 1908 Long sposò Luray Grace Roblee, una stenografa del Wisconsin che in seguito divenne attrice presso Triangle Fine Arts e che morì nel 1919 all'età di 29 anni, a causa dell'epidemia di influenza spagnola. Si risposò nel 1923 con Leta Amanda Held, con la quale adottò un figlio, John Huntley Long.
Walter Long prestò servizio durante la prima e la seconda guerra mondiale, ottenendo il grado di tenente colonnello prima di ricevere un congedo onorevole alla fine del secondo conflitto.

## Filmografia parziale
- The Fugitive, regia di D. W. Griffith - cortometraggio (1910)
- The Painted Lady, regia di D. W. Griffith - cortometraggio (1912)
- Amore di madre o Home, Sweet Home, regia di D.W. Griffith (1914)
- Ragnatela (The Avenging Conscience: or 'Thou Shalt Not Kill'), regia di D. W. Griffith (1914)
- Little Marie, regia di Tod Browning - cortometraggio (1915)
- Nascita di una nazione (The Birth of a Nation), regia di D. W. Griffith (1915)
- A Man and His Mate, regia di John G. Adolfi (1915)
- Jordan Is a Hard Road, regia di Allan Dwan (1915)
- Sotto l'unghia dei tiranni (Martyrs of the Alamo), regia di W. Christy Cabanne (1915)
- I sette angeli di Ketty (Let Katie Do It), regia di C.M. Franklin e S.A. Franklin (1916)
- Intolerance, regia di D. W. Griffith (1916)
- Unprotected, regia di James Young (1916)
- The Years of the Locust, regia di George Melford (1916)
- Joan the Woman, regia di Cecil B. DeMille (1916)
- The Evil Eye, regia di George Melford (1917)
- The Golden Fetter, regia di Edward J. Le Saint (1917)
- L'odio del rajah (Each to His Kind), regia di Edward J. Le Saint (1917)
- The Winning of Sally Temple, regia di George H. Melford (1917)
- The Cost of Hatred, regia di George Melford (1917)
- A Romance of the Redwoods, regia di Cecil B. DeMille (1917)
- The Little American, regia (non accreditati) di Cecil B. DeMille e Joseph Levering (1917)
- Hashimura Togo, regia di William C. de Mille (1917)
- L'ultima dei Montezuma (The Woman God Forgot), regia di Cecil B. DeMille (1917)
- The Poppy Girl's Husband, regia di William S. Hart e Lambert Hillyer (1919)
- Per la figlia (Scarlet Days), regia di D. W. Griffith (1919)
- The Sea Wolf, regia di George Melford (1920)
- Go and Get It, regia di Marshall Neilan e Henry Roberts Symonds (1920)
- Scusi se le faccio mangiare polvere (Excuse My Dust), regia di Sam Wood (1920)
- Held in Trust, regia di John Ince (1920)
- What Women Love, regia di Nate Watt (1920)
- Lo sceicco (The Sheik), regia di George Melford (1921)
- Il mozzo dell'Albatros (Moran of the Lady Letty), regia di George Melford (1922)
- Sangue e arena (Blood and Sand), regia di Fred Niblo e di Dorothy Arzner (1922)
- The Beautiful and Damned, regia di William A. Seiter o Sidney Franklin (1922)
- Kick In, regia di George Fitzmaurice (1922)
- La mia sposa americana (My American Wife), regia di Sam Wood (1922)
- The Huntress, regia di John Francis Dillon e Lynn Reynolds (1923)
- Quicksands, regia di Jack Conway (1923)
- Champagne (Wine), regia di Louis J. Gasnier (1924)
- White Man, regia di Louis J. Gasnier (1924)
- Lady, una vera signora (The Lady), regia di Frank Borzage (1925)
- Sinfonia tragica (Soul-Fire), regia di John S. Robertson (1925)
- Il veliero trionfante (The Yankee Clipper), regia di Rupert Julian (1927)
- La guardia nera (The Black Watch), regia di John Ford (1929)
- Conspiracy, regia di Christy Cabanne (1930)
- Muraglie (Pardon Us), regia di James Parrott (1931)
- The Maltese Falcon, regia di Roy Del Ruth (1931)
- Pugno di ferro (Any Old Port!), regia di James W. Horne (1932)
- Andando a spasso (Going Bye-Bye!), regia di Charley Rogers (1934)
- Il fantasma stregato (The Live Ghost), regia di Charley Rogers (1934)
- Scegliete una stella (Pick a Star), regia di Edward Sedgwick (1937)
- La belva umana (Dark Command), regia di Raoul Walsh (1940)

## Doppiatori italiani
- Cesare Polacco in Muraglie, Andando a spasso
- Michele Malaspina in Il fantasma stregato